# اثنا عشري وجوه منتظم
اثنا عشري الوجوه المنتظم أو اثنا عشري الوجوه المخمسة هو اثني عشر وجوه يتكون من وجوه مخمسة منتظمة، تلتقي ثلاثة منها عند كل رأس. وهو مثال على المجسمات الأفلاطونية، وقد وصفه أفلاطون في حواراته بأنه استنجام كوني، واستخدمه يوهانس كبلر باعتباره جزءًا من النظام الشمسي الذي اقترحه. ومع ذلك، فإن اثني عشري الوجوه المنتظم، بما في ذلك المجسمات الأفلاطونية الأخرى، سبق أن وصفها فلاسفة آخرون منذ العصور القديمة.
ينتمي اثنا عشري الوجوه المنتظم لعائلة حدئي الوجوه المبتور لأنه ينتج عن بتر الرؤوس المحورية لحدئي الوجوه المخمس. وهو أيضًا متعدد وجوه غولدبرغ لأنه متعدد الوجوه الابتدائي لإنشاء متعددات الوجوه الجديدة من خلال عملية الشطب. له علاقة مع المجسمات الأفلاطونية الأخرى، أحدها هو عشروني الوجوه المنتظم باعتباره متعدد الوجوه الثِّنْوِيّ. يمكن إنشاء متعددات الوجوه الجديدة الأخرى باستخدام اثني عشري الوجوه المنتظم.
ترتبط الخصائص المترية لاثني عشري الوجوه المنتظم وإنشاءه بالنسبة الذهبية. يمكن العثور على اثني عشري الوجوه المنتظم في العديد من الثقافات الشعبية: اثنا عشري الوجوه الروماني، وقصص الأطفال، والألعاب، وفنون الرسم. ويمكن أيضًا العثور عليها في الطبيعة والجزيئات الفائقة، وكذلك في شكل الكون. يمكن تمثيل هيكل اثني عشري الوجوه المنتظم على هيئة بيان يسمى بيان اثني عشري الوجوه، وهو بيان أفلاطوني. يمكن العثور على خاصية البيان الهاملتوني، وهي مسار يزور جميع رؤوسه مرة واحدة بالضبط، في لعبة تسمى اللعبة العشرونية.

## الملاحظات
1. ↑  بالمعنى الدقيق للمصطلح، ليس من الضروري أن يتكوَّن اثنا عشري الوجوه المخمسة من مخمسات منتظمة. ومن ثم، فإن اسم "اثنا عشري الوجوه المخمسة" يغطي صنف من المجسمات أوسع من المجسم الأفلاطوني فقط، وهو اثنا عشري الوجوه المنتظم.